# Clădirile școlii de meserii din Corbu
Clădirile școlii de meserii (bloc de studii, ateliere) sunt un ansamblu arhitectural amplasat pe str. Păcii, 34 în Corbu, raionul Dondușeni, Republica Moldova. Este un monument istoric și arhitectural de importanță națională inclus în Registrul monumentelor Republicii Moldova ocrotite de stat cu nr. 391.1 (raionul Dondușeni). Datează din 1905.